# Besra
Besra (Tachyspiza virgata) är en asiatisk fågel i familjen hökar inom ordningen hökfåglar.

## Utseende
Besran är en liten hök (29–36 centimeter) med kort handpenneprojektion, korta vingar och långstjärt. Båda könen har ett tydligt vertikalt strupstreck. Hanen är mörkt skiffergrå ovan med kraftigt roststreckad på strupe som går över i bandning på bröst och buk. Honan är brunare ovan och har en svartaktig hätta och nacke.
Den är mörkare ovan och har mer kraftigt bandade vingar undertill än shikra (Accipiter badius). Ett tydligt hakstreck samt ett ordentligt streckat bröst skiljer den från sparvhöken (A. nisus). I alla dräkter är den mest lik orienttofshöken, men är mycket mindre, saknar tofs och har längre och tunnare ben.

## Utbredning och systematik
Besra är vida spridd i södra och sydöstra Asien och delas in i hela elva underarter med följande utbredning:
- Tachyspiza virgata affinis (inklusive kashmiriensis) – norra Indien och Nepal till centrala Kina och Indokina
- Tachyspiza virgata fuscipectus – bergsområden i Taiwan
- Tachyspiza virgata besra – södra Indien och på Sri Lanka
- Tachyspiza virgata vanbemmeli – Sumatra
- Tachyspiza virgata rufotibialis – norra Borneo
- Tachyspiza virgata virgata – Java och Bali
- Tachyspiza virgata quinquefasciata – Flores (Små Sundaöarna)
- Tachyspiza virgata abdulali – Andamanerna och Nikobarerna
- Tachyspiza virgata confusa – Filippinerna (Luzon, Mindoro, Negros och Catanduanes)
- Tachyspiza virgata quagga – Filippinerna (Cebu, Bohol, Leyte, Samar, Siquijor och Mindanao)

### Släktskap
Arten placerades tidigare i släktet Accipiter. Genetiska studier visar dock att släktet så som det traditionellt är konstituerat är parafyletiskt, där kärrhökarna i Circus är inbäddade, men också släktena Erythrotriorchis och Megatriorchis. För att kärrhökarna ska kunna behållas i ett eget släkte delas därför Accipiter delas upp i flera mindre släkten, däriblamd Tachyspiza.

## Ekologi
Fågeln förekommer i tät skog där den häckar i träd, ett nytt bo varje år. Den lägger två till fem ägg. Vintertid ses den i öppen terräng som öppet skogslandskap, savann och jordbruksområden. Den jagar likt andra små hökfåglar genom överraskning. Den lever av ödlor, trollsländor samt småfåglar och smådäggdjur.

## Status och hot
Arten har ett stort utbredningsområde och en stor population, men tros minska i antal, dock inte tillräckligt kraftigt för att den ska betraktas som hotad. Internationella naturvårdsunionen IUCN kategoriserar därför arten som livskraftig (LC). Världspopulationen uppskattas till 100 000 individer.

## Bilder

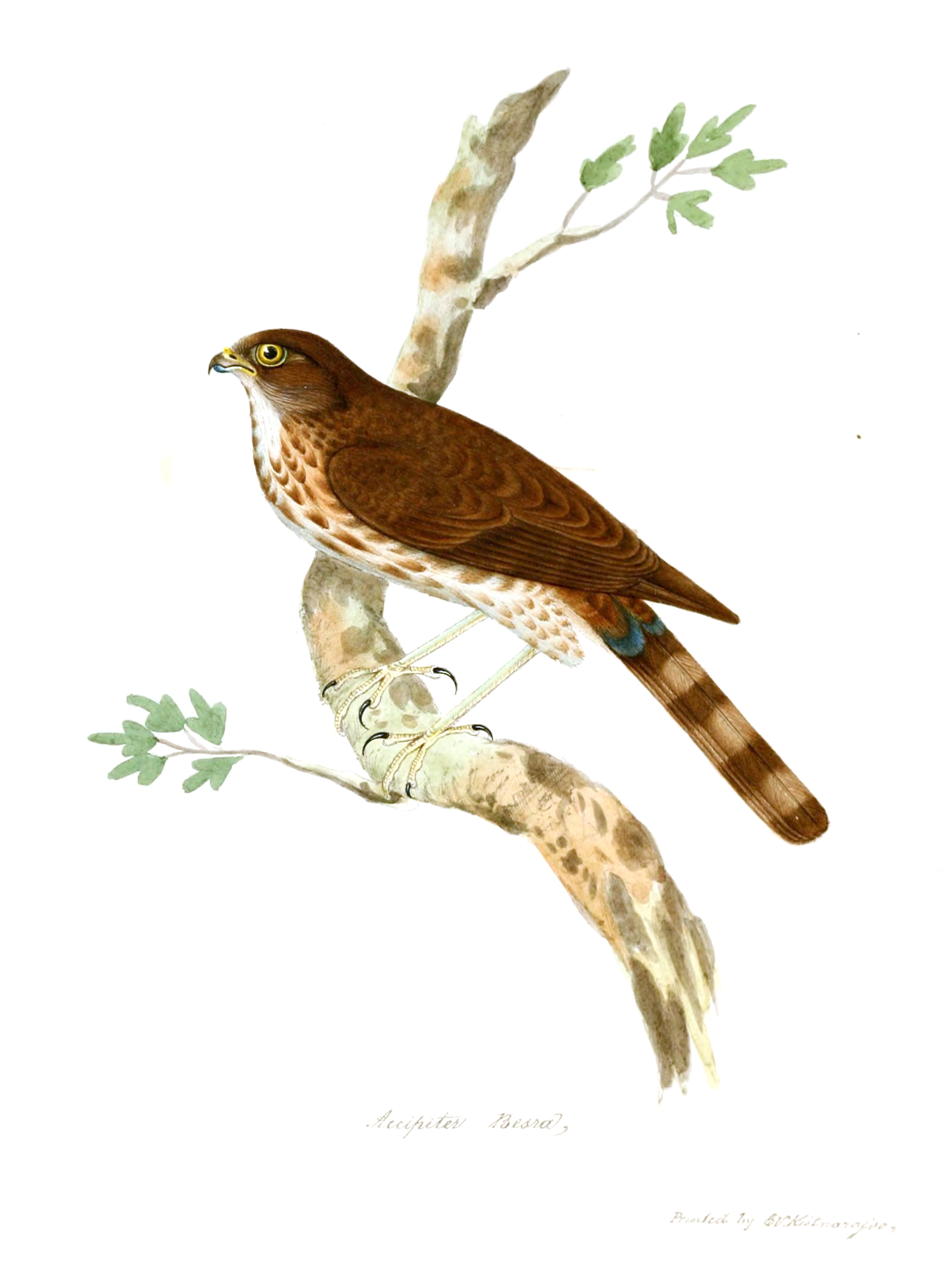
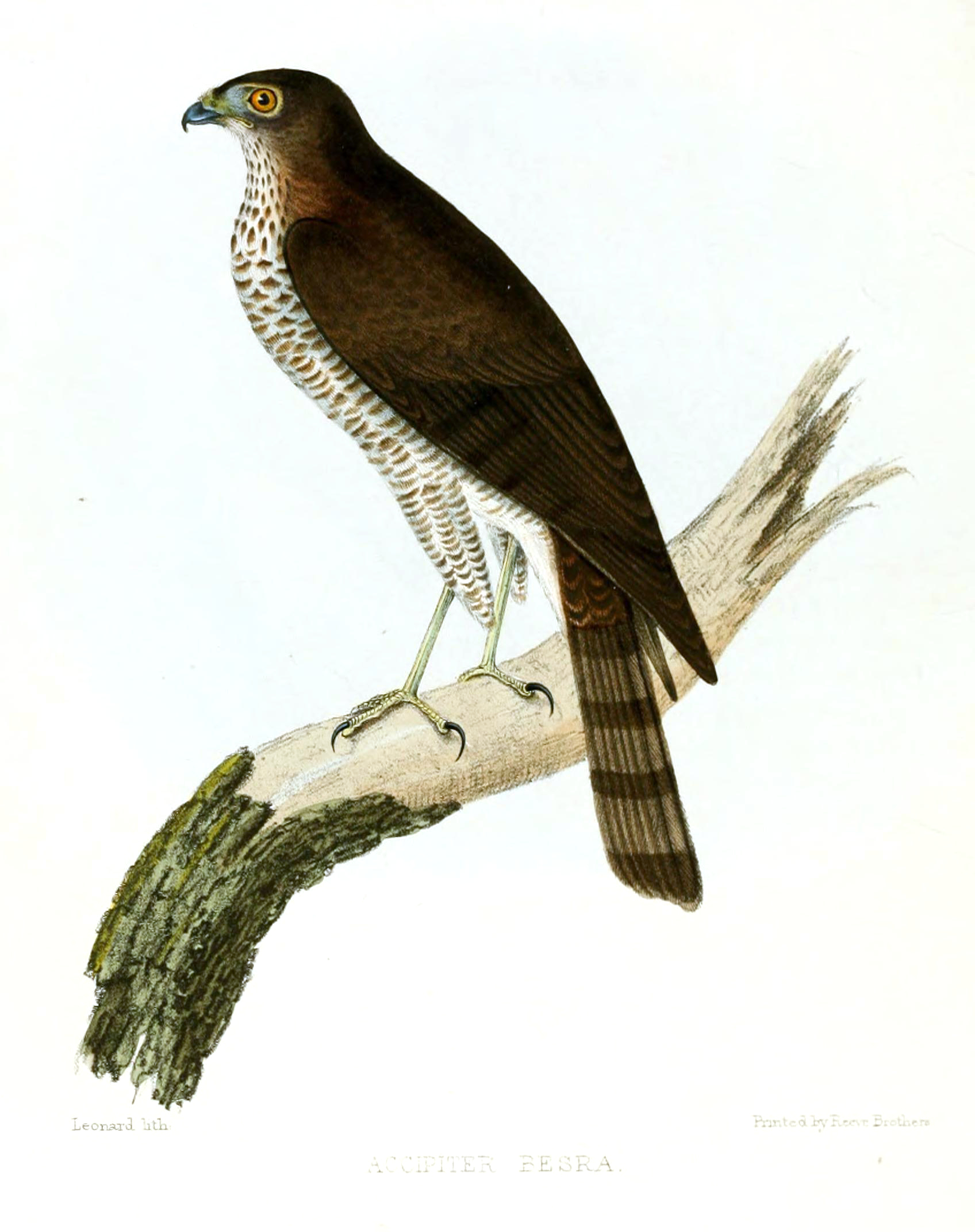
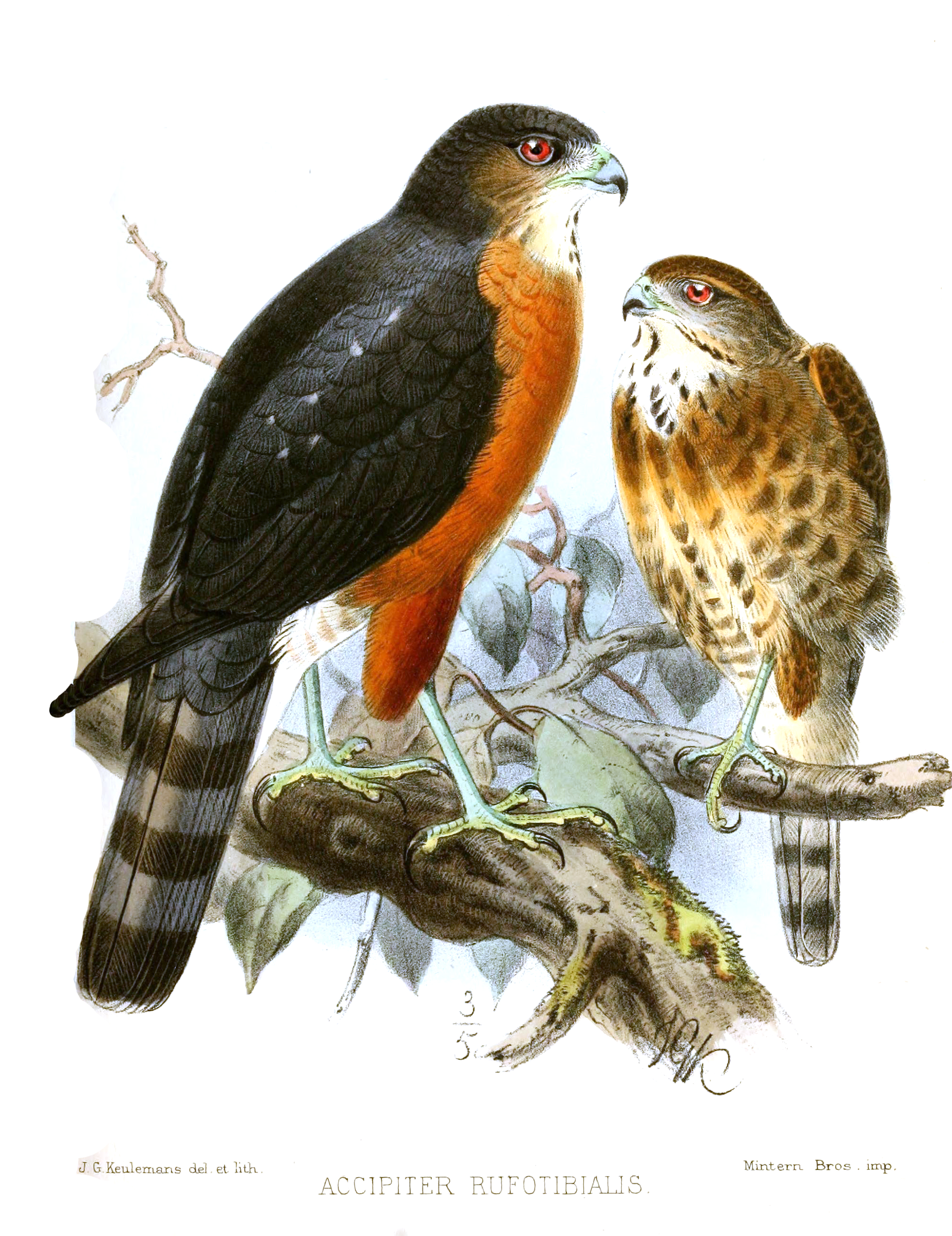